# Avenida Álvares Cabral (Belo Horizonte)

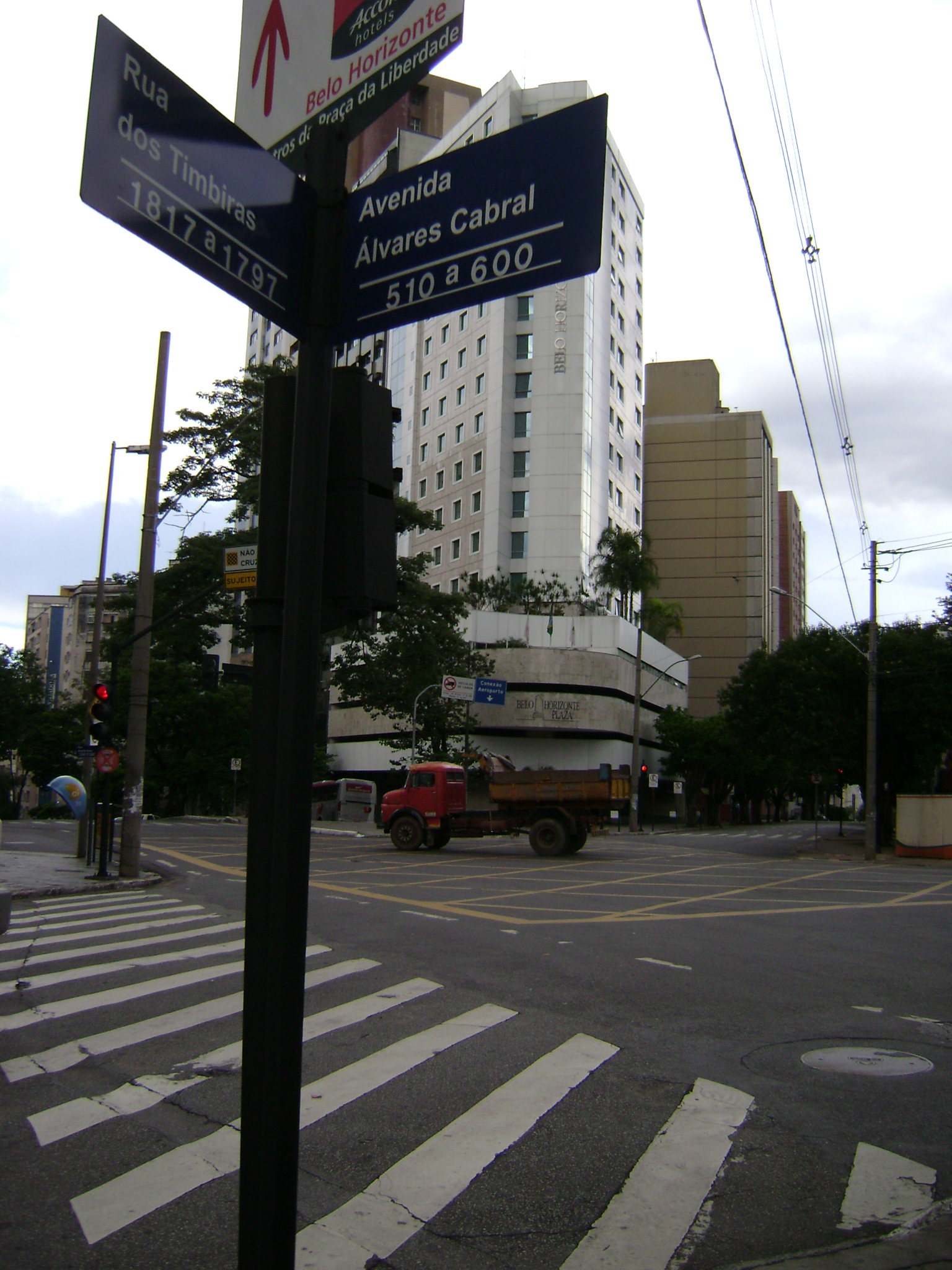
A avenida.

A Avenida Álvares Cabral é uma avenida do centro de Belo Horizonte, que adentra nos bairros Lourdes e Boa Viagem. O conjunto urbano da avenida integra a lista de bens protegidos em Belo Horizonte.
É cortada pela Avenida Bias Fortes, e termina na Avenida Afonso Pena. Seu nome é uma homenagem ao navegador português Pedro Álvares Cabral.
O Consulado de Portugal em Belo Horizonte, a Faculdade de Direito da Universidade Federal de Minas Gerais e o Centro de Reconhecimento de Paternidade do TJMG localizam-se na Avenida Álvares Cabral.